# St Neots
St Neots ist mit 30.580 Einwohnern (Stand: 2011) die größte Stadt im District Huntingdonshire in der englischen Grafschaft Cambridgeshire. Erwähnt wurde die am Great Ouse gelegene Stadt erstmals 1113 als Markt- und Handelsplatz.

## Persönlichkeiten
- John Bellingham (1770–1812), Attentäter